# KGB
El Comité para la Seguridad del Estado, conocido por sus siglas KGB, (en ruso, КГБ, Комите́т госуда́рственной безопа́сностиⓘ, Komitet gosudárstvennoj bezopásnosti) fue el nombre de la agencia de inteligencia y de la agencia principal de policía secreta de la Unión Soviética del 13 de marzo de 1954 al 6 de noviembre de 1991. El dominio del KGB fue aproximadamente el mismo que el de la CIA de Estados Unidos. Ha sido conocido popularmente como el Centro.
Se encargó de obtener y analizar toda la información de inteligencia de la nación. Desapareció semanas antes de la disolución de la Unión Soviética. A partir de allí surgió el SVR, que pasó a dirigir las actividades de espionaje fuera del país y conservar toda la documentación referente al KGB.

## Historia
La historia del KGB se remonta a los primeros años del poder bolchevique, cuando se fundó la Checa en 1917 bajo la dirección de Félix Dzerzhinski. Este fue el primer aparato de inteligencia del Estado soviético, orientado al control político interno y a la represión de opositores. A lo largo del tiempo, la Checa se transformó en varias agencias sucesoras, incluyendo la GPU, la OGPU, la NKVD y la MGB, hasta desembocar finalmente en la creación del KGB en 1954. Sus siglas corresponden a Komitet gosudarstvennoy bezopasnosti (Comité para la Seguridad del Estado), fue establecida oficialmente durante el liderazgo de Nikita Jrushchov, tras el debilitamiento de Lavrenti Beria y el proceso de desestalinización. Desde entonces, se convirtió en el organismo central de inteligencia, contrainteligencia y seguridad del Estado soviético. Su rol fue tan extenso como diverso: desde operaciones de espionaje en el extranjero hasta la vigilancia y represión interna de disidentes, intelectuales, religiosos y cualquier actividad considerada «antisoviética». Durante la Guerra Fría, tuvo un papel central en la estrategia geopolítica soviética, involucrándose en operaciones de influencia y desinformación global, incluyendo la infiltración de gobiernos, movimientos insurgentes y redes de inteligencia en todo el mundo occidental. Fue una de las principales fuerzas de control ideológico y censura interna. Supervisaba las actividades culturales, religiosas y académicas. En su fase más aguda, fue responsable de miles de detenciones, exilios, internamientos psiquiátricos y ejecuciones. Tras la caída del Muro de Berlín y el debilitamiento progresivo de la URSS, fue reestructurada. Durante el fallido golpe de Estado contra Gorbachov en 1991, sectores del KGB estuvieron implicados. Ese mismo año, tras la disolución formal de la Unión Soviética, la agencia fue desmantelada. Sus funciones se dividieron en:
- FSB (Servicio Federal de Seguridad): contrainteligencia y seguridad interna.
- SVR (Servicio de Inteligencia Exterior): inteligencia internacional.[5]

La cultura del KGB sobrevive en los servicios de inteligencia rusos. Vladímir Putin, por ejemplo, fue agente de la Primera Dirección Principal del KGB en la República Democrática Alemana, y ha influido en la restauración del poder político de las agencias de seguridad dentro del Estado ruso contemporáneo.

### El KGB en los países del bloque socialista
De la misma manera (y con los mismos procedimientos) que la Ojrana durante el régimen zarista, de la que en cierta manera es sucesora, la tarea del KGB en la Unión Soviética y los países socialistas durante la Guerra Fría era supervisar exhaustivamente la opinión pública, la subversión interna y los posibles complots desestabilizadores en el bloque soviético. El KGB acudió en apoyo de los gobiernos comunistas e intervino en la Revolución húngara de 1956 y en la invasión de Checoslovaquia por el Pacto de Varsovia en 1968 que acabó con la llamada Primavera de Praga.
Después de la revuelta húngara, el presidente del KGB Iván Serov supervisó personalmente la «normalización» del país tras la intervención soviética. En consecuencia, el KGB tenía seguimiento por satélite de las poblaciones del Estado para evitar que se produjeran «actitudes nocivas» y «actos hostiles». Sofocar la Primavera de Praga, derrocando a un gobierno comunista con tendencias liberadoras, fue su mayor «logro».
La línea dura del KGB preparó a miembros del Partido Comunista de Checoslovaquia, como Alois Indra y Vasiľ Biľak, para asumir el poder tras la invasión de Checoslovaquia por el Pacto de Varsovia. La invasión tuvo consecuencias para el KGB. El KGB, que actuaba respaldado por los servicios secretos afines, recibió en esta ocasión gran respaldo de la Stasi para controlar la situación posterior a la intervención.
El KGB había pronosticado la inestabilidad política, como consecuencia de la ascensión al poder del papa Juan Pablo II, primer Obispo de Roma polaco, a causa de sus sermones independentistas y anticomunistas contra el gobierno del Partido Obrero Unificado Polaco. Sobre este tema se ha especulado que el KGB estuvo involucrado en el atentado sufrido por Juan Pablo II, hipótesis que exagentes del KGB como Mijaíl Lyubímov han desmentido siempre, a pesar de que según algunas agencias existen supuestas pruebas.
El Służba Bezpieczeństwa y el KGB infiltraron con éxito espías en el recién nacido sindicato Solidaridad, y la Iglesia católica y en la operación X. En coordinación con el general Jaruzelski y el Partido Obrero Unificado Polaco, declararon la ley marcial en Polonia. Sin embargo, la maniobra resultó infructuosa dado el enfoque independentista y anticomunista de Solidaridad, hecho que debilitó fatalmente al gobierno comunista de Polonia en 1989.

## Supresión de la disidencia interna

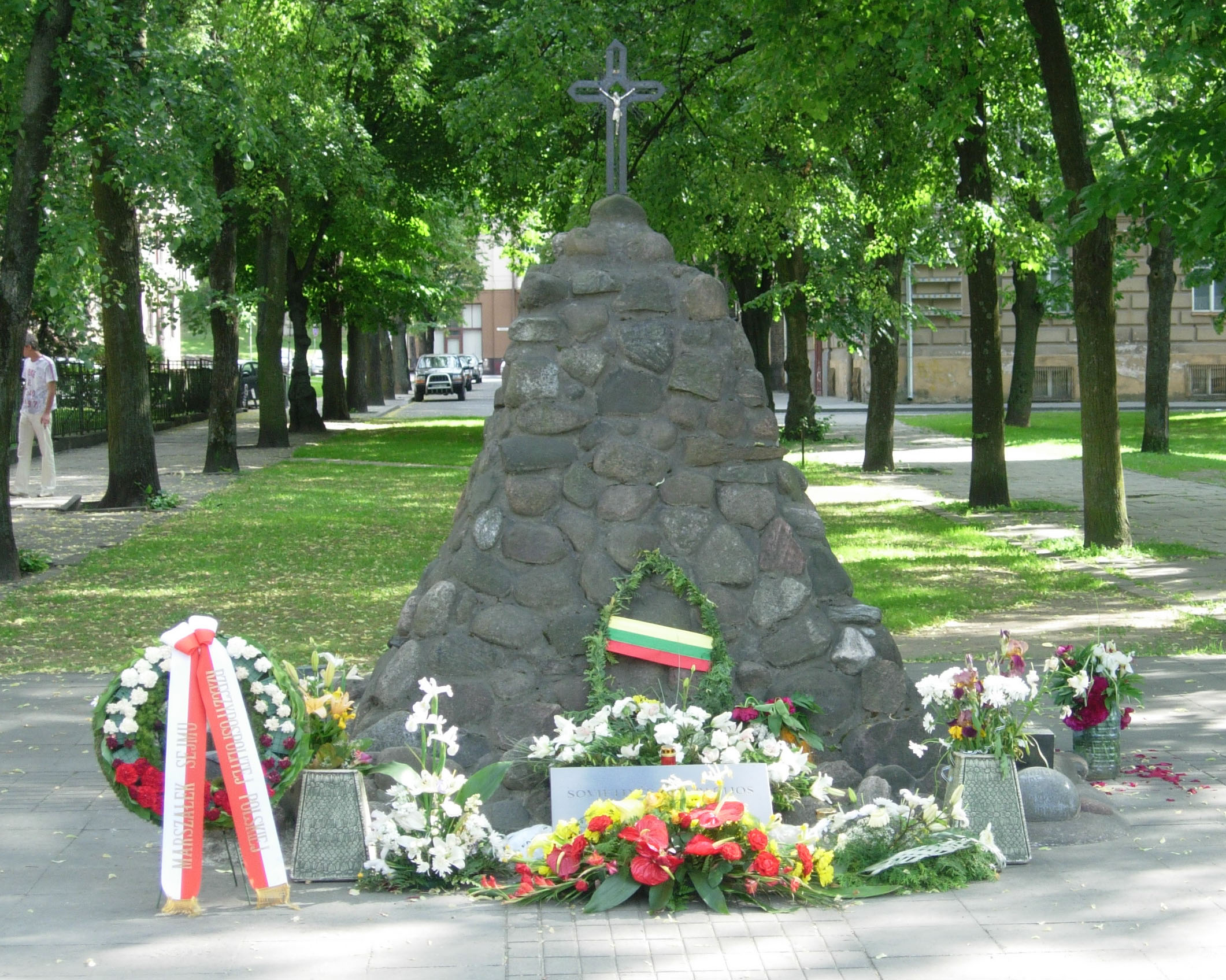
Monumento a las víctimas de las operaciones del KGB / NKVD en Vilna, Lituania

Durante la Guerra Fría, el KGB trató activamente de combatir la "subversión ideológica" - ideas políticas y religiosas anticomunistas y los disidentes que las promovían-, que generalmente se trataba como una cuestión de seguridad nacional para desalentar la influencia de potencias extranjeras hostiles. Tras denunciar el estalinismo en su discurso secreto "Sobre el culto a la personalidad y sus consecuencias" en 1956, el jefe de Estado Nikita Jruschov disminuyó la represión de la "subversión ideológica". Como resultado, resurgió la literatura crítica, incluida la novela Un día en la vida de Iván Denisovich (1962), de Aleksandr Solzhenitsyn, a quien el KGB dio el nombre en clave de PAUK ("araña"). Después de la destitución de Jruschov en 1964, Leonid Brézhnev volvió a poner al Estado y al KGB en una situación de represión activa y dura; los registros domiciliarios para incautar documentos y la vigilancia continua de los disidentes volvieron a ser rutinarios. Por ejemplo, en 1965, una operación de registro e incautación de este tipo dio como resultado los manuscritos de Solzhenitsyn de "fabricaciones calumniosas", y el juicio por subversión de los novelistas Andrei Sinyavsky y Yuli Daniel; Sinyavsky (alias "Abram Tertz"), y Daniel (alias "Nikolai Arzhak"), fueron capturados después de que un informante del mundo literario de Moscú dijera a la KGB cuándo encontrarlos en casa.
En 1967, la campaña de esta supresión aumentó bajo el nuevo presidente del KGB, Yuri Andropov. Después de reprimir la Primavera de Praga, el presidente del KGB Andropov estableció la Quinta Dirección para vigilar la disensión y eliminar a los disidentes. Se preocupó especialmente por Aleksandr Solzhenitsyn y Andrei Sakharov, el "enemigo público número uno". Andropov no consiguió expulsar a Solzhenitsyn antes de 1974; pero sí exilió internamente a Sakharov a Gorky en 1980. El KGB no logró impedir que Sajarov recogiera su Premio Nobel de la Paz en 1975, pero sí impidió que Yuri Orlov recogiera su Premio Nobel en 1978. El presidente Andropov supervisó ambas operaciones.
La infiltración de grupos disidentes por parte del KGB incluía a "agentes provocadores" que fingían "simpatizar con la causa", campañas de desprestigio contra disidentes prominentes y juicios de exhibición; una vez encarcelado, el disidente tenía que soportar a los interrogadores del KGB "y" a sus compañeros de celda simpatizantes. En este caso, las políticas de Mijaíl Gorbachov disminuyeron la persecución de los disidentes; estaba llevando a cabo algunos de los cambios de política que habían exigido desde la década de 1970.

### Operaciones notables
Con la Operación Trust, la OGPU consiguió engañar a muchos dirigentes rusos de la derecha, contrarrevolucionarios y miembros del Movimiento Blanco para regresar a la URSS, donde serían juzgados. El NKVD se infiltró y destruyó grupos trotskistas en 1940; el español Ramón Mercader fue el agente encargado del asesinato de Trotski en la Ciudad de México. Una de las medidas que utilizó el KGB fue la desinformación como manera de desacreditar a los enemigos de la URSS.
En la década de 1960, gracias a la información de Anatoli Golitsyn, desertor del KGB, el director de contraespionaje de la CIA, James Jesus Angleton, creyó que el KGB tenía topos en dos lugares clave, el departamento de contraespionaje de la CIA y el departamento de contrainteligencia del FBI, a través de los que podrían conocer y controlar el contraespionaje terrorista de EE. UU. para proteger a los agentes del KGB infiltrados y dificultar la captura de comunistas. Por otra parte, la contrainteligencia del KGB investigó las fuentes de inteligencia extranjeras, de modo que los espías podrían aprobar "oficialmente" a un agente doble en la CIA como si fuera alguien de confianza. La CIA capturó a algunos de los presuntos topos, como Aldrich Ames y Robert Hanssen.
En ocasiones, el KGB eliminó a enemigos de la Unión Soviética, principalmente desertores del bloque soviético, ya fuese directamente o para ayudar a los servicios secretos de otros países comunistas. Uno de los casos en los que se cree que el KGB estuvo presuntamente implicado es el accidente aéreo en el que murió Dag Hammarskjöld en 1961.[cita requerida] Un caso más célebre todavía en la historia del espionaje es el envenenamiento del disidente búlgaro Gueorgui Márkov en 1978, a quien se inyectó una bolita de ricina pinchándole con la punta de un paraguas que se especula había sido diseñado por el KGB.

## Estructura

### Dirección general

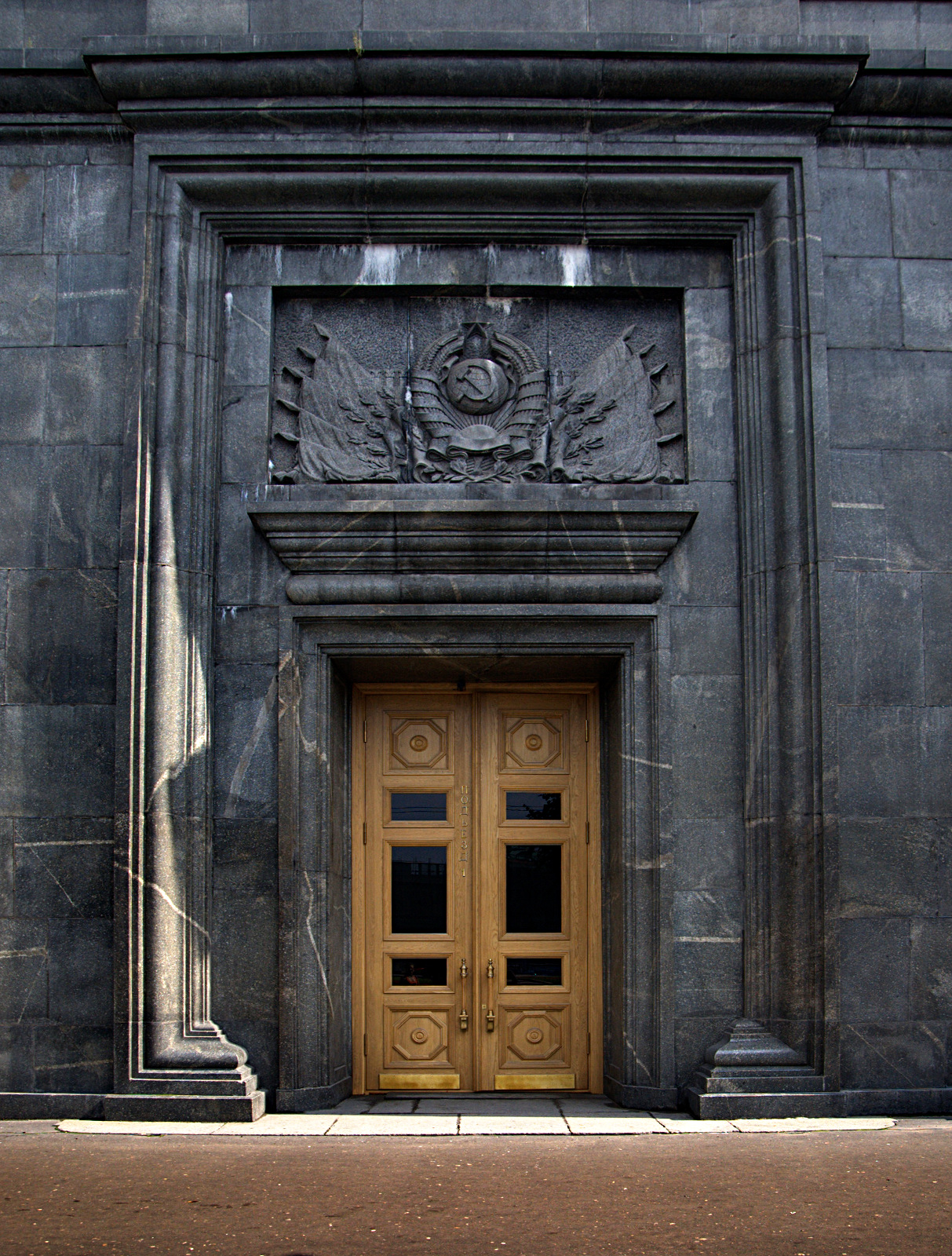
Entrada principal del cuartel general del KGB.

La dirección del KGB constaba de un presidente, uno o dos primeros vicepresidentes, y cuatro a seis vicepresidentes. La dirección colegiada, formada por el presidente, los vicepresidentes, los jefes de directorio y uno o dos dirigentes de las organizaciones del KGB en cada república, se reunía a la hora de tomar decisiones claves.

### Los directorios
El KGB estaba organizado en diversos directorios, algunos de ellos con estatus de alto debido a su importancia.
- El 1.º Alto Directorio (operaciones en el extranjero): responsable de operaciones exteriores y de contrainteligencia. Este alto directorio tenía numerosos subdirectorios en su interior, asignados cada uno de ellos a una zona geográfica del planeta.
- El 2.º Alto Directorio: responsable de la contrainteligencia y del control político en el interior de la Unión Soviética.
- El 3.º Alto Directorio (Fuerzas Armadas): responsable de la contrainteligencia militar y del control político de las Fuerzas Armadas soviéticas.
- El 4.º Directorio: seguridad en los transportes.
- El 5.º Alto Directorio: también responsable de la seguridad interior, originalmente combatía la disidencia política; más tarde asumió tareas del 2.º Alto Directorio, como el control de la disidencia religiosa, los intelectuales y la censura de los medios de comunicación; fue renombrado Directorio Z (Directorio Protector del Orden Constitucional) en 1989.
- El 6.º Directorio: contrainteligencia económica y seguridad industrial.
- El 7.º Directorio: responsable de la provisión de equipos y métodos de vigilancia, seguimiento y escuchas.
- El 8.º Alto Directorio: responsable de comunicaciones, vigilancia de comunicaciones extranjeras, sistemas criptológicos usados por las divisiones del KGB, transmisiones a estaciones en el extranjero y desarrollo de tecnología de comunicación.
- El 9.º Directorio (Servicio de Protección del KGB): fuerza de guardias compuesta de 40.000 hombres para servicios de escolta y seguridad de los dirigentes del PCUS y las instalaciones más importantes del gobierno soviético (incluidas instalaciones de armas nucleares). Operaban así mismo en la vigilancia del Metro-2 de Moscú y en el control del sistema telefónico entre el gobierno y el PCUS.
- El 15.º Directorio: Seguridad de Instalaciones del Gobierno.
- El 16.º Directorio: Intercepción de Comunicaciones. Ascendido de departamento a directorio, operaba en los sistemas telefónicos y telegráficos del gobierno de la URSS, asegurando la intercepción de todas las comunicaciones de interés para el KGB.
- Directorio de Guardias Fronterizos: fuerza de seguridad fronteriza compuesta de 245.000 hombres desplegada a lo largo de las fronteras soviéticas en contingentes terrestres, navales y del aire.
- Directorio de Operaciones y Tecnología: responsable de todos los centros científicos y laboratorios del KGB, encargados de la producción de material de escuchas, veneno, psicotrópicos, etc.

### Los departamentos
El KGB también estaba formado por los siguientes departamentos y destacamentos independientes:
- Departamento de Persona
- Departamento de Finanza LIMITADO
- Departamento de Administración
- Secretariado
- Dirección de Apoyo Técnico
- Archivos
- Comité del PCUS
- Fuerza de Guardias del Kremlin –bajo control del 9.º Directorio-. Era la escolta del Presidium del Sóviet Supremo de la URSS.

Las estructuras de los destacamentos de Operaciones Especiales del KGB (OSNAZ) como el Grupo Alfa, el Grupo Beta, el Delfín y el Výmpel siguen actualmente sin conocerse.

## Directores generales
| N.º | Director | Director             | Partido | Partido           | Periodo                                          |
| --- | -------- | -------------------- | ------- | ----------------- | ------------------------------------------------ |
| 1   |          | Iván Serov           |         | Partido Comunista | 13 de marzo de 1954 – 8 de diciembre de 1958     |
| 2   |          | Aleksandr Shelepin   |         | Partido Comunista | 25 de diciembre de 1958 – 5 de noviembre de 1961 |
| 3   |          | Vladímir Semichastny |         | Partido Comunista | 13 de noviembre de 1961 – 18 de mayo de 1967     |
| 4   |          | Yuri Andrópov        |         | Partido Comunista | 18 de mayo de 1967 – 26 de mayo de 1982          |
| 5   |          | Vitali Fedorchuk     |         | Partido Comunista | 26 de mayo de 1982 – 17 de diciembre de 1982     |
| 6   |          | Víktor Chébrikov     |         | Partido Comunista | 17 de diciembre de 1982 – 1 de octubre de 1988   |
| 7   |          | Vladímir Kriuchkov   |         | Partido Comunista | 1 de octubre de 1988 – 28 de agosto de 1991      |
| 8   |          | Vadim Bakatin        |         | Partido Comunista | 29 de agosto de 1991 – 3 de diciembre de 1991    |